# 4073 Ruianzhongxue
4073 Ruianzhongxue este un asteroid din centura principală, descoperit pe 23 octombrie 1981, de Observatorul Zijinshan.